# Vârfuri
Vârfuri è un comune della Romania di 1 999 abitanti, ubicato nel distretto di Dâmbovița, nella regione storica della Muntenia.
Il comune è formato dall'unione di 7 villaggi: Cârlănești, Cojoiu, Merișoru, Stătești, Șuvița, Ulmetu, Vârfuri.